# Konviktsverbindungen in Tübingen

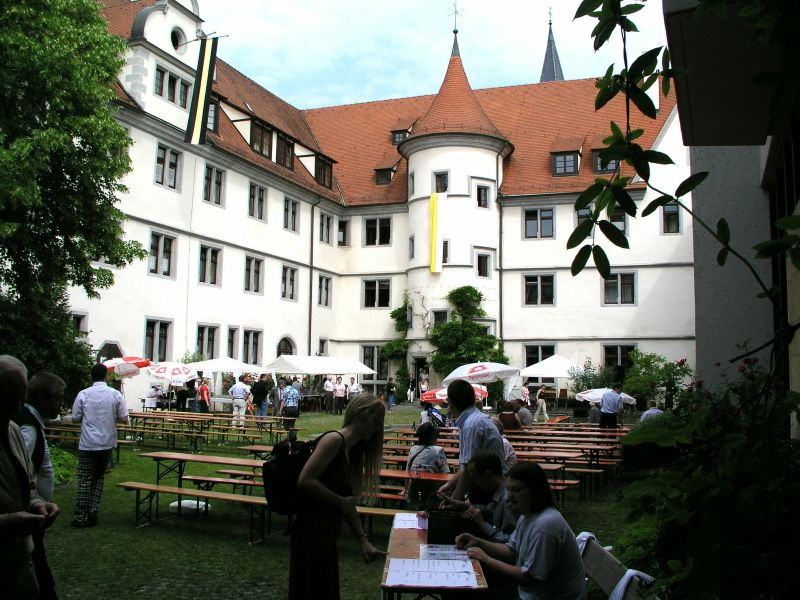
Innenhof des Wilhelmsstifts beim Brunnenfest

Bei den Konviktsverbindungen in Tübingen handelt es sich um sieben katholische Theologenverbindungen am Theologenkonvikt Wilhelmsstift in Tübingen, die größtenteils gleichzeitig existierten. Die 1840 gegründete Danubia gehört zu den frühesten deutschen konfessionellen Studentenverbindungen. Ihr folgten 1848 die Theologengesellschaften Herzynia, Arminia und Staufia, 1866 Allemannia, sowie 1870 Guelfia. Nach dem Zweiten Weltkrieg gründete sich 1958 die heute noch aktive Akademische Verbindung Albertus Magnus.

## Wilhelmsstiftler in den Tübinger Korporationen

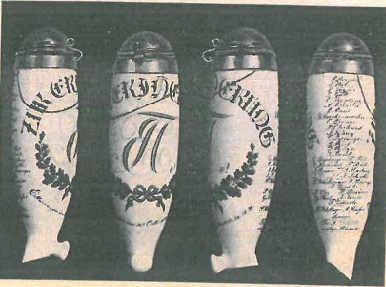
Bundeskopf der Elvacia, aufgemalt sind Zirkel und die Namen aller Mitglieder 1833–1836

Mit der Einverleibung der Katholischen Landesuniversität Ellwangen als katholisch-theologische Fakultät in die Universität Tübingen 1817 wurde im Zuge der Errichtung der Diözese Rottenburg auch die Priesterausbildung nach Tübingen (Diözesantheologen) und Rottenburg (Priesteramtskandidaten) verlegt. In Tübingen wurde im ehemaligen Collegium illustre das Theologenkonvikt Wilhelmsstift eingerichtet.
Schon bald nach dem Umzug von Ellwangen nach Tübingen wurden die Studenten Mitglieder der örtlichen Studentenverbindungen. So finden sich Konviktoren des Wilhelmsstifts u. a. auf Mitgliederlisten der Corps Suevia II, Danubia und Rhenania, sowie der Burschenschaft Germania und der Burschenschaft der Feuerreiter. Zunächst war es möglich, dass Priesteranwärter Mitglieder bei schlagenden Verbindungen waren, da zwar das Duell vom Konzil von Trient mit harten Strafen belegt worden war, nicht aber das Mensurwesen. Erst 1831 wurde es den Konviktoren per Hausordnung verboten, Mensuren zu schlagen.

## Vorgängerverbindung Elvacia
Am 18. Oktober 1833 gründete sich noch in den Semesterferien in Ellwangen die nichtschlagende Verbindung Elvacia, die aus 34 Tübinger Theologiestudenten aus dem Raum Ellwangen bestand. Elvacia hatte ihren Sitz am Wilhelmsstift und war burschenschaftlich geprägt. Die Farben waren schwarz-rot-gold. Die Elvacia bestand von 1833 bis 1836 sowie im Wintersemester 1840/41, danach wird sie nicht mehr erwähnt.

## Tübinger Konviktsverbindungen
Mit der neuen Hausordnung des Wilhelmsstift von 1831 wurde neben dem Mensurverbot auch untersagt, an den Kommersen und Kneipen der Verbindungen teilzunehmen. Der ohnehin beschränkte Ausgang der Konviktoren wurde weiter gekürzt, allerdings blieb der Wirtshausbesuch erlaubt. Um weiterhin die studentischen Traditionen zu pflegen, sahen sich die Konviktoren dazu veranlasst, konviktsintern Verbindungen nach dem Vorbild der Elvacia zu gründen. So entstanden bereits vor 1840 sechs bis acht kleinere Wirtshausgesellschaften, die studentisches Brauchtum pflegten. Im Jahre 1840 gründete sich im Gasthaus König die Königsgesellschaft (nicht zu verwechseln mit der Tübinger Königsgesellschaft Roigel) und rekrutierte sich zunächst aus Studenten, die aus den Oberämtern Rottweil, Tuttlingen und Spaichingen stammten. Später kamen auch Studenten aus Oberschwaben hinzu, die mit der Zeit die Mehrheit der Mitglieder darstellten. Die Königsgesellschaft löste sich am 18. Juni 1848 auf, um sich sofort als Theologengesellschaft Danubia wiederzugründen.
Gleichzeitig gründeten sich ebenfalls am 18. Juni 1848 mit Herzynia, Staufia und Arminia drei weitere Theologengesellschaften.
Auch die weiteren Theologengesellschaften waren landsmannschaftlich organisiert, so sammelten sich in der Herzynia die Studenten aus Region Schwarzwald, bei Staufia Studenten aus der Region Gmünd-Göppingen-Heilbronn-Mergentheim, und bei Arminia die Studenten aus der Region Ellwangen-Neresheim. 1857 wurde aber, nachdem einige Konviktoren ihre Freiheiten zu sehr strapazierten, die Hausordnung verschärft und die Gründung von sowie die Mitgliedschaft in Verbindungen generell untersagt. 

„1. ‚Die freien Ausgänge, welche sich besonders in den Jahren  1848 und 1849 durch Veränderung der Statuten und eingeschlichene Observanz allzusehr vermehrt haben, sind im Interesse des Studiums und der Disciplin zu beschränken.‘ 

2. ‚Die äusseren Verhältnisse und die innere Einrichtung des Hauses‘ machen das generelle Verbot des Wirtshausbesuches unmöglich. Von dieser Vergünstigung soll ‚kein unbescheidener Gebrauch‘ gemacht werden; nicht gestattet ist der Aufenthalt in den Wirtshäusern während der kleinen Ausgänge nach dem Mittagessen bis 14 Uhr. 

3. Streng verboten ist den Konviktoren die Teilnahme ‚an irgendeiner landsmannschaftlichen oder sonst studentischen Verbindung‘ oder die Gründung von ‚Wirtshausvereinen‘ nach Art der Verbindungen.“

 Da der Wirtshausbesuch aber nicht verboten war, sich die Verbindungen aber hauptsächlich in den Gaststätten trafen, konnte das Verbot nur schwer durchgesetzt werden und war nur von kurzer Dauer. Im Weiteren wurden die Verbindungen durch die Hausleitung geduldet, trotz des offiziellen Verbotes. Erst 1869 erschien es so, dass die Tage der Konviktsverbindungen gezählt waren, denn aufgrund eines päpstlichen Dekretes wurde an den Priesterseminaren und höheren Konvikten jeder studentische Umtrieb untersagt, da dieser nicht mit den Vorstellungen eines tridentinischen Seminars vereinbar war. Davon waren auch sämtliche Konviktsverbindungen betroffen, die alle zwangsaufgelöst wurden. Aber auch das Verbot von 1869 hatte kurzen Bestand. Trotz Auflösung bestanden die Bünde lose weiter, so dass die Danubia und Herzynia sich 1870 wieder offiziell reaktivieren konnten. Die Arminia war bereits vor 1857 aufgrund des recht kleinen Einzugsgebietes ihrer Mitglieder eingegangen, die Staufia hingegen ging in der 1870 gegründeten Theologengesellschaft Guelfia auf.
Die Hausleitung, die sich nach 1870 endgültig mit den Konviktsverbindungen arrangiert hatte, nutzte die Gruppenkontrolle der Verbindungen gegenüber ihrer Mitglieder aus. Vor allem die bis zu 51 Konviktoren jährlich, die aus Platzgründen nicht im Wilhelmsstift, sondern extern lebten und sich somit jeder Kontrolle entziehen konnten, gerieten so wieder in das Blickfeld der Hausleitung des Wilhelmsstifts. Auch in den Konviktsverbindungen herrschten strenge moralische Maßstäbe. So wurden drei Mitglieder der Guelfia aus dieser ausgeschlossen, weil sich nach einem Ausflug nach Reutlingen zusammen mit einer Kellnerin in einem, statt in getrennten Schlitten nach Tübingen zurückgefahren sind. Ein anderer Priesteramtskandidat wurde aufgrund einer heimlichen Liebschaft aus seiner Korporation unehrenhaft entlassen, noch bevor aus demselben Grund von der Hausleitung des Wilhelmsstifts verwiesen wurde. Die wenigen, die in keiner der drei Konviktsverbindungen korporiert waren, wurden daher mit Misstrauen betrachtet. Immer wieder kamen Beschwerden über die Mitglieder der Verbindungen auf, deren Lebenswandel, Freigeist, Alkoholgenuss ein Dorn im Auge des Bischofs waren und immer wieder wurde darüber nachgedacht die Verbindungen wieder zu verbieten, was aber nicht umgesetzt wurde.
Mit der Gleichschaltung der Studentenverbindungen während des Nazi-Regimes wurden auch die Konviktsverbindungen 1936 zwangsaufgelöst. Nach dem Zweiten Weltkrieg waren Vorbehalte durch Bischof und Hausleitung vorhanden, als die Konviktoren ihre Verbindungen wieder reaktivieren wollten, erst 1958 gelang dies mit der Gründung der AV Albertus Magnus. Die noch lebenden Alten Herren der Danubia, Herzynia und Guelfia wurden in den Altherrenverein der Albertus Magnus aufgenommen.

### Mitgliederzahlen der Konviktsverbindungen im Kaiserreich
In dem folgenden Auszug der Mitgliederlisten sind die Mitgliederzahlen der drei Konviktsverbindungen zwischen 1880 und 1913, sowie der Anteil der Theologiestudenten insgesamt ersichtlich. Aufgrund einer Aufzeichnungslücke fehlen die Semester 1893/94 bis 1909/10. Zu erkennen ist, dass der Großteil der Studenten des Wilhelmsstift Mitglied einer der Theologengesellschaften waren.
| Wintersemester | Danubia | Herzynia | Guelfia | Summe   | Anzahl Theologen gesamt |
| -------------- | ------- | -------- | ------- | ------- | ----------------------- |
| 1880/81        | 54      | 23       | 59      | 136     | 145                     |
| 1881/82        | 56      | 27       | 56      | 139     | 144                     |
| 1882/83        | 55      | 24       | 58      | 137     | 148                     |
| 1883/84        | 59      | 27       | 53      | 139     | 156                     |
| 1884/85        | 61      | 28       | 59      | 148     | 160                     |
| 1885/86        | 55      | 31       | 53      | 139     | 156                     |
| 1886/87        | 60      | 38       | 42      | 140     | 156                     |
| 1887/88        | 59      | 26       | 41      | 126     | 148                     |
| 1888/89        | 58      | 29       | 49      | 136     | 147                     |
| 1889/90        | 62      | 32       | 41      | 135     | 143                     |
| 1890/91        | 66      | 38       | 52      | 156     | 163                     |
| 1891/92        | 57      | 39       | 59      | 155     | 162                     |
| 1892/93        | 57      | 42       | 57      | 156     | 168                     |
| 1910/11        | 73      | 44       | 55      | 172     | 184                     |
| 1911/12        | 71      | 39       | k. A.   | 110 + x | 171                     |
| 1912/13        | 67      | 39       | 43      | 149     | 163                     |

### Danubia
Die farbentragende Danubia war die erste der insgesamt sieben, teilweise gleichzeitig existierenden Konviktsverbindungen und gründete sich 1840 zunächst als Königsgesellschaft. Zunächst bestand sie aus Studenten aus der Region Rottweil-Tuttlingen-Spaichingen, später nahmen die Mitglieder aus der Region Oberschwaben überhand, so dass sich die Königsgesellschaft am 18. Juni 1848 auflöste, um sich sofort wieder als Danubia neu zu gründen.
Ihr Name geht auf die lateinische Bezeichnung des Flusses Donau zurück und bezieht sich auf die Herkunft der Mitglieder der Danubia, die aus dem Raum Oberschwaben stammten. Ihre Farben waren rot-weiß-grün. Das Wappen besteht aus dem Panier („Danubia sei's Panier“) und dem Oberwappen als Form eines Helmes mit Helmdecke und drei Straußenfedern in den Verbindungsfarben als Helmkleinod. Das Wappenschild ist durch ein goldenes Kreuz, in dessen Kreuzungspunkt sich der Zirkel befindet, in vier Felder aufgeteilt. Im Feld heraldisch rechts oben befinden sich erneut die Farben der Danubia, heraldisch rechts unten eine Donau-Landschaft als regionaler Bezug. Heraldisch links oben ist als Bezug zur Kirche auf grünem Grund die Tiara auf den gekreuzten Schlüsseln dargestellt, heraldisch links unten schließlich die Hirschstangen des Königreichs Württemberg auf goldenem Grund.
Der Zirkel besteht aus den Buchstaben v, c, f und d, sowie dem Ausrufezeichen und wird als „Vivat circulum fratrum Danubiarum“  (Es lebe der Kreis der Brüder der Danubia) gelesen. Die Danubia kneipte im Gasthof zum König (heute Parkhaus Altstadt-König) und bestand bis zu ihrer Zwangsauflösung 1936. Der Wahlspruch der Danubia lautete „Per iuventutem ad virtutem“ („Durch die Jugend zur Mannhaftigkeit“).

Theologengesellschaft Danubia
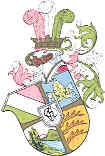
Wappen der Danubia
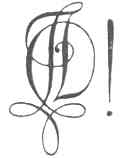
Zirkel der Danubia
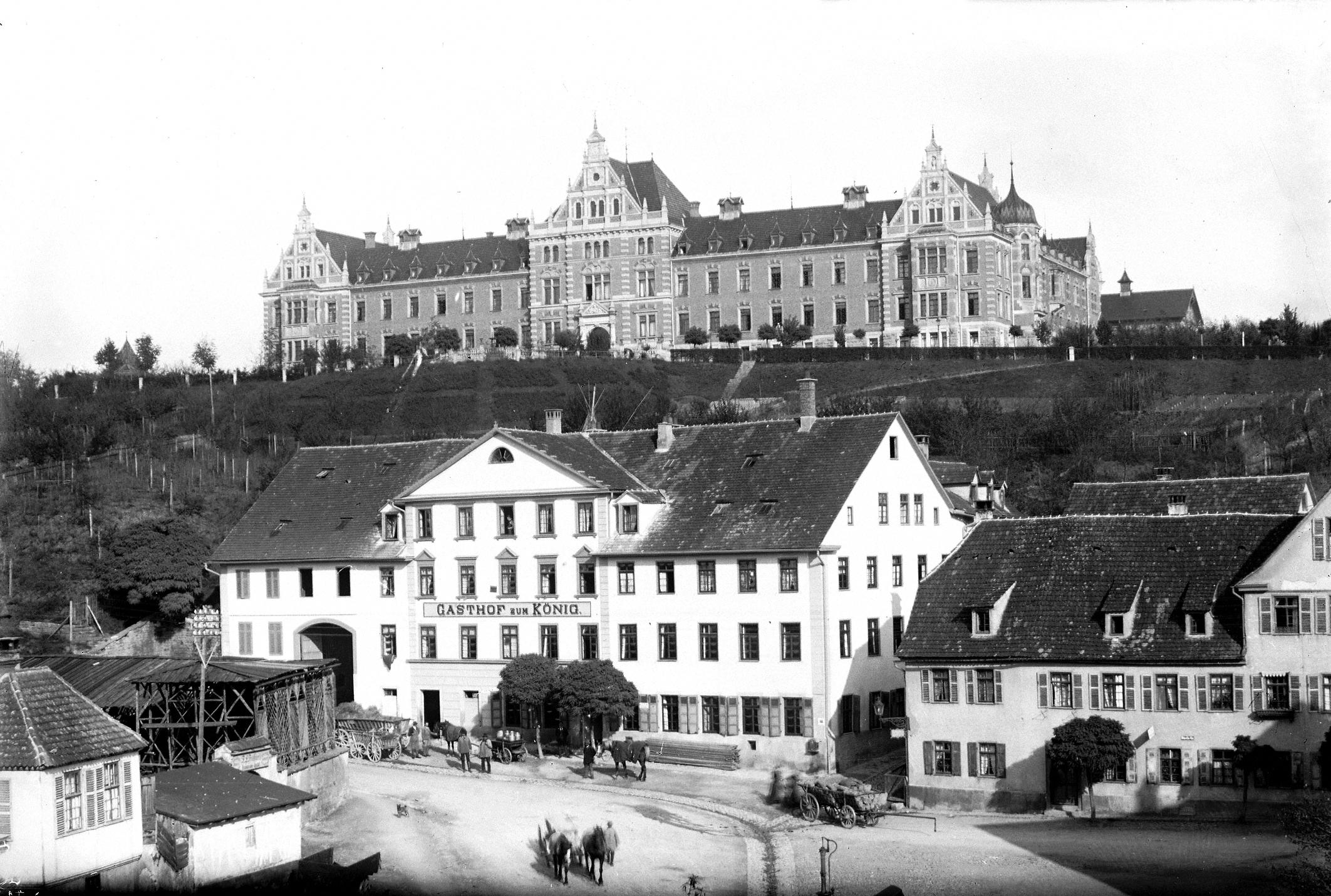
Gasthof zum König, Tübingen

### Herzynia
Mit der Herzynia Tübingen wurde ebenfalls am 18. Juni 1848 die zweite Theologengesellschaft im Wilhelmsstift gegründet. Die Herzynia entwickelte sich aus der schon früher bestehenden Lenzeigesellschaft, deren Gründungsdatum unbekannt ist. Die Mitglieder der Herzynia rekrutierten sich aus der Region Schwarzwald, daher erklärt sich auch der Name, der vom Herkynischen Wald abgeleitet ist. Die Farben der Herzynia waren rot-weiß-blau und wurden in Bändern und Zipfen getragen. Der Wahlspruch lautete „Treu und frei“ und die Mitglieder lebten nach den Prinzipien: Licht, Liebe, Leben. Das Wappen besteht aus dem Oberwappen in Form eines Helmes mit Straußenfedern und Helmdecke in den Verbindungsfarben. Das Wappen ist in vier Felder aufgeteilt. Das Feld heraldisch rechts oben zeigt ein schwarzes griechisches Kreuz (in einigen Abbildungen auch als Tatzenkreuz dargestellt) auf goldenem Grund, heraldisch rechts unten ist auf schwarzem Grund die Mitra mit Bischofsstab und Ferula in Gold abgebildet. Das Feld heraldisch links oben besteht aus den Farben der Herzynia mit dem Zirkel, heraldisch links unten schließlich ist der Reichsadler aus dem Wappen des Deutschen Kaiserreichs auf goldenem Grund zu finden. Die Herzynia schlug ihre Kneipen und Kommerse bis 1855 in der Brauereigaststätte Lenzei (heute: Atelier Café Haag), später in der Gaststätte Eberhard (heute: Hades). Die Herzynia bestand bis zu ihrer Zwangsauflösung 1936. Der Zirkel der Herzynia besteht aus den Buchstaben f, c, h, v sowie dem Ausrufezeichen und wird als „Vivat circulum fratrum Herzyniarum!“ (Es lebe der Kreis der Brüder der Herzynia!) gelesen.

Theologengesellschaft Herzynia
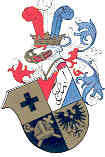
Wappen der Herzynia
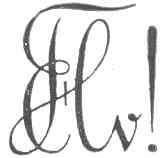
Zirkel der Herzynia
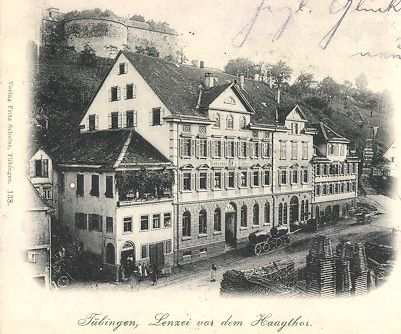
Gaststätte Lenzei, Tübingen

### Arminia
Die Arminia wurde am 18. Juni 1848 gegründet, ihre Mitglieder stammten aus der Region Ellwangen-Neresheim. Farben und Wahlspruch sind nicht bekannt. Bereits beim ersten Verbindungsverbot 1857 wird die Arminia nicht mehr erwähnt. Daher ist davon auszugehen, dass sie zu diesem Zeitpunkt bereits erloschen war. Grund dafür war vermutlich das kleine Einzugsgebiet ihrer Mitglieder. Ein Versuch, sich Mitte der 1860er Jahre erneut zu aktivieren, scheiterte. Arminia kneipte in der Gaststätte Hanskarle (heute Hauptstelle der Kreissparkasse Tübingen).

### Staufia
Auch die Staufia wurde am 18. Juni 1848 gegründet. Ihre Farben waren schwarz-gold-blau, der Wahlspruch ist unbekannt. Der Name Staufia verweist auf den Hohenstaufen, einen der Drei Kaiserberge. Die Mitglieder der Staufia rekrutierten sich aus (Schwäbisch) Gmünd, Göppingen, Geislingen, Heilbronn, Neckarsulm und (Bad) Mergentheim. Die Staufia kneipte in der Tübinger Eifertei und ging nach dem Verbindungsverbot von 1869 in der später gegründeten Guelfia auf. Schmidgall vermutet bei der Staufia burschenschaftliche Einflüsse, da der Name Staufia nicht landsmannschaftlich klinge und sich die Staufia die Farben der Tübinger Burschenschaft der Feuerreiter aneignete.

### Allemannia
Die Allemannia wurde im Wintersemester 1866/67 von 22 ehemaligen Danuben gegründet, die aus dem nördlichen Oberschwaben stammten. Weder ihre Farben, noch der Wahlspruch sind bekannt. Von 1868 bis 1869 kneipte die Allemannia in der Tübinger Schottei. Nach dem Verbindungsverbot bestand die Allemannia noch aus neun Mitgliedern, die später Gründungsmitglieder der Guelfia waren.

### Guelfia
Nach einem erneuten kurzfristigen Verbot der Konviktsverbindungen 1869 gründete sich am 30. November 1870 die farbentragende Guelfia, wie bereits bei den vertagten Verbindungen Arminia und Staufia rekrutierten sich die Mitglieder Guelfia hauptsächlich aus Studenten aus Nordwürttemberg. Der Name Guelfia geht auf die mittelalterliche, papstreue Gruppe der Guelfen zurück. Der Wahlspruch der Guelfia, der gleichzeitig deren Prinzipien darstellte, war „Virtus, Honor, Amicitia!“ (Tapferkeit, Ehre, Freundschaft!). Die Farben waren rot-gold-blau. Das Wappen bestand aus dem Oberwappen in Form eines Helmes mit drei Straußenfedern in den Verbindungsfarben. Das Wappenschild ist in vier Felder aufgeteilt in deren Kreuzungspunkt in einem kleineren Schild der Zirkel abgebildet ist. Heraldisch rechts oben sind erneut die Verbindungsfarben dargestellt, heraldisch rechts unten auf goldenem Grund die drei württembergischen Hirschstangen und Löwen. Heraldisch links oben befindet sich als Hinweis auf den Gründungsort das Schloss Hohentübingen, heraldisch links unten auf silbernem Grund die Tiara auf den gekreuzten Schlüsseln. Der Zirkel der Guelfia besteht aus den Buchstaben v, c, f, g und l, sowie dem Ausrufezeichen und wird als „Vivat circulum fratrum Guelfiarium!“ (Es lebe der Kreis der Brüder der Guelfia!) gelesen. Die Guelfia bestand bis zu ihrer Zwangsauflösung 1936 und kneipte in der Gaststätte Hanskarle (heute Hauptstelle der Kreissparkasse Tübingen).

Theologengesellschaft Guelfia
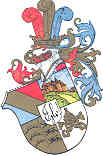
Wappen der Guelfia
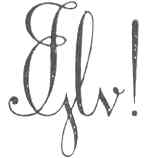
Zirkel der Guelfia
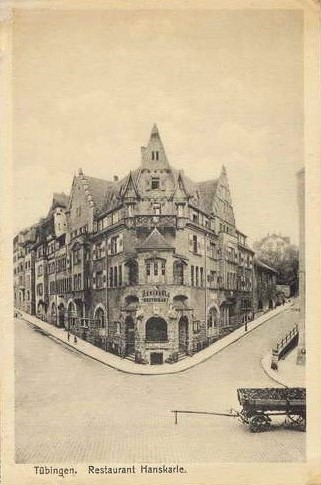
Wirtschaft zum Hanskarle, Tübingen

### Akademische Verbindung Albertus Magnus
Nach Ende des Zweiten Weltkriegs wurde darüber nachgedacht, die alten vorkrieglichen Verbindungen zu reaktivieren, was aber an Vorbehalten des Bistums und der Hausleitung scheiterte. Erst mit Hilfe des ehemaligen Direktors des Wilhelmsstifts und späteren Weihbischofs Wilhelm Sedlmeier gelang es am 30. Mai 1958, die Tradition der Konviktsverbindungen fortzusetzen. Es gründete sich die siebte Theologengesellschaft, die sich nach dem Heiligen Albert dem Großen benannte, dem Schutzpatron der Studenten. Die AV Albertus ist eine farbenführende Verbindung mit den Farben schwarz-gold-schwarz. Zunächst wurden die Farben nur in den Zipfen geführt, heute wird teilweise auch Band getragen. Aufgrund der Tatsache, dass keine Mützen getragen werden, gilt sie dennoch weiterhin als farbenführend. Der Wahlspruch lautet: Deo et amico (Für Gott und den Freund), ihre Prinzipien lauten: religio, scientia, amicitia (Religion, Wissenschaft, Freundschaft).
Zunächst war die AV Albertus Magnus, wie ihre Vorgänger, nur für die Diözesantheologen des Wilhelmsstifts bestimmt. Mit der Lockerung der Regeln und der Öffnung des Wilhelmsstifts nach außen in den 1960/1970er Jahren wurden auch katholische Laientheologen zugelassen, Mitte der 1990er schließlich auch Studentinnen. Heute ist die AV Albertus Magnus eine gemischte katholische Studentenverbindung für Studenten aller Fachrichtungen, hat ihren Sitz aber weiterhin am Wilhelmsstift. Im Gegensatz zu den Konviktsverbindungen vor 1936 finden die Kneipen und Kommerse nun auch im Wilhelmsstift statt.
Das Wappen der AV Albertus Magnus besteht aus einem Oberwappen in Form eines Helmes mit stilisierten Straußenfedern in den Verbindungsfarben. Das Wappenschild besteht aus einem goldenen Kreuz auf schwarzem Grund und entspricht dem Wappen des Bistums Rottenburg-Stuttgart. Am Kreuzungspunkt ist der Zirkel abgebildet. Ergänzt wurde das diözesane Wappen durch das dreilappige, rote Gonfanon mit drei Ringen der Pfalzgrafen von Tübingen im Feld heraldisch rechts oben, das zugleich auch Stadtwappen der Universitätsstadt Tübingen ist. Der Zirkel der AV Albertus Magnus besteht aus den Buchstaben v, c, f, a und m, sowie dem Ausrufezeichen und wird als „Vivat, crescat, floreat AV Albertus Magnus!“ (Es lebe, wachse, blühe die AV Albertus Magnus!) gelesen.

AV Albertus Magnus
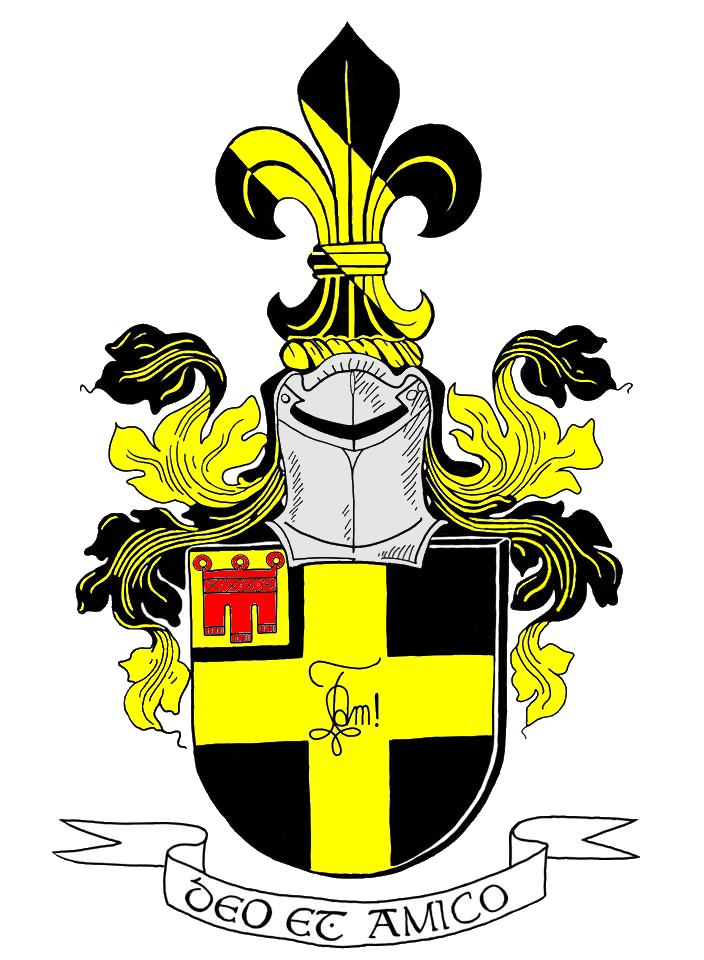
Wappen der AV Albertus Magnus
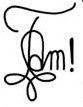
Zirkel der AV Albertus Magnus
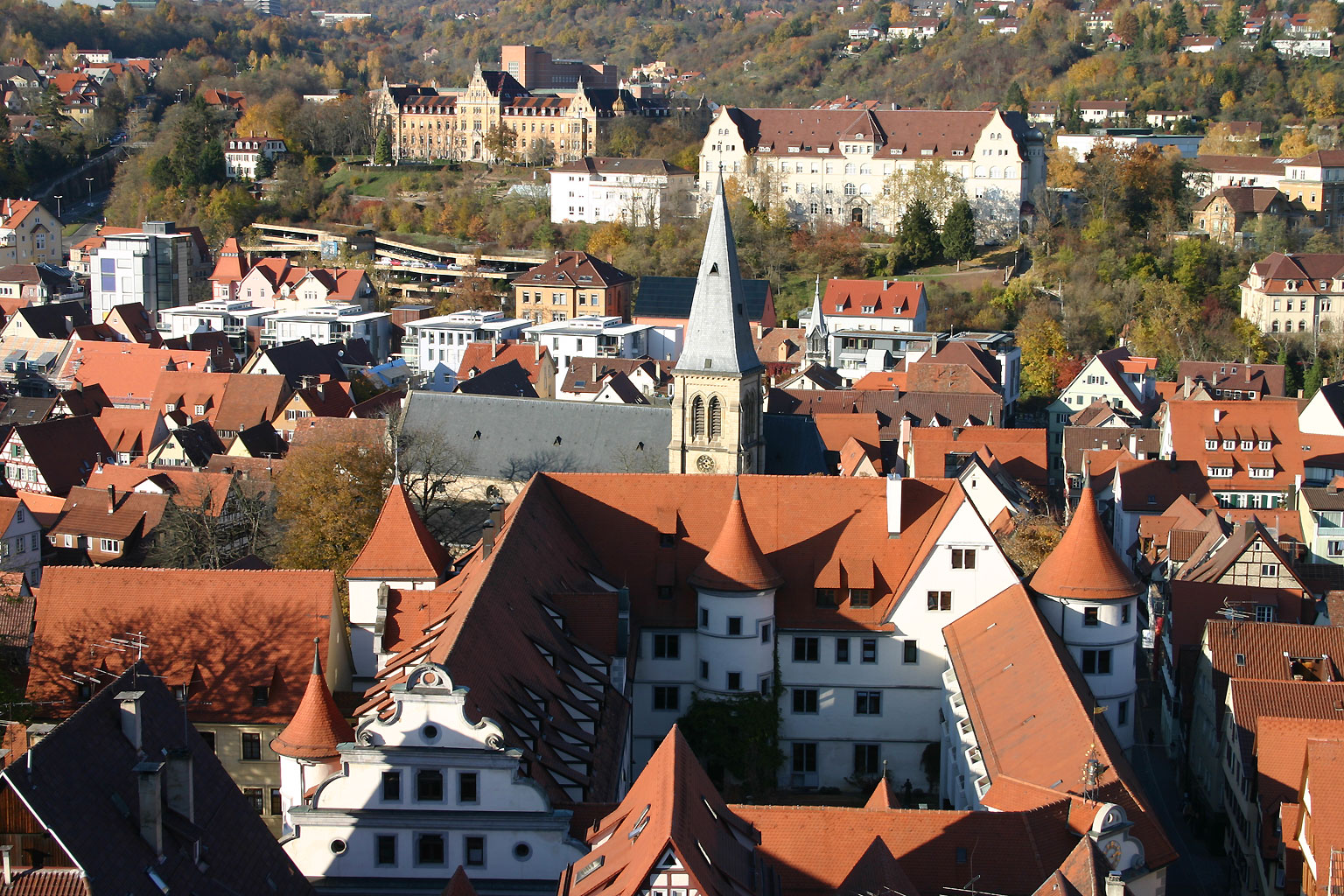
Wilhelmsstift, Tübingen

### Bekannte Mitglieder der Tübinger Konviktsverbindungen

#### Danubia
- Othmar von Ege (1847–1913), Generalvikar der Diözese Rottenburg
- Paul Stiegele (1847–1903), Priester, Domkapitular und Landtagsabgeordneter
- Johannes Baptist Sägmüller (1860–1942), Kirchenrechtler und Pädagoge
- Paul Rießler (1865–1935), Alttestamentler, Orientalist, Bibelübersetzer
- Ludwig Baur (1871–1943), Philosoph und Theologe
- Karl Bihlmeyer (1874–1942), Kirchenhistoriker
- Joannes Baptista Sproll (1870–1949), Bischof der Diözese Rottenburg
- Franz Xaver Arnold (1898–1969), Theologe und Religionswissenschaftler
- Fridolin Stier (1903–1981), Theologe und Bibelübersetzer
- Carl Joseph Leiprecht (1903–1981), Bischof der Diözese Rottenburg

#### Herzynia
- Karl August Barack (1827–1900), Theologe, Philosoph, Germanist, Bibliothekar
- Wilhelm von Reiser (1835–1898), Bischof der Diözese Rottenburg
- Franz Xaver von Linsenmann (1835–1898), Bischofselekt der Diözese Rottenburg
- Paul von Schanz (1841–1905), Theologe und Mathematiker
- Johannes von Belser (1850–1916), Theologe
- Eugen Stolz (1874–1936), Theologe
- Vinzenz Erath (1906–1976), Erzähler

#### Staufia
- Paul Leopold Haffner (1829–1889), Bischof der Diözese Mainz

#### Guelfia
- Alois Knoepfler (1847–1921), Kirchenhistoriker
- Paul Wilhelm von Keppler (1852–1926), Bischof der Diözese Rottenburg
- Konrad Kümmel (1848–1936), Schriftsteller und Journalist
- Georg Grupp (1861–1922), Historiker und Bibliothekar
- Sebastian Merkle (1862–1945), Kirchenhistoriker
- Bernhard Krieg (1868–1943), Priester, Schulleiter und Heimatforscher
- Josef Fürst (1870–1942), Priester und Politiker
- Josef Wilhelm (1875–1953), Leiter der Heil- und Pflegeanstalt Liebenau
- Anton Nägele (1876–1947), Historiker und Theologe
- Stephan Lösch (1881–1966), Kirchenhistoriker
- Philipp Funk (1884–1937), Historiker und Publizist
- Anton Hinderberger (1886–1963), Domdekan
- Otto Häberle (1895–unbekannt), Verwaltungsjurist
- Josef Seehofer (1896–1982), Priester und Heimatforscher
- Gebhard Müller (1900–1990), Ministerpräsident von Baden-Württemberg und Präsident des Bundesverfassungsgerichts
- Bruno Dreher (1911–1971), Religionspädagoge
- Heinrich Fries (1911–1998), Fundamentaltheologe

#### AV Albertus Magnus
- Eberhard Amon, Leiter des Deutschen Liturgischen Instituts, Trier
- Gebhard Fürst (* 1948), Bischof der Diözese Rottenburg-Stuttgart
- Timm Kern (* 1972), Politikwissenschaftler, Historiker und Theologe, Landtagsabgeordneter der FDP für Baden-Württemberg
- Johannes Kreidler (* 1946), Titularbischof von Edistiana und Weihbischof a. D. der Diözese Rottenburg-Stuttgart
- Eberhard Schockenhoff (1953–2020), Priester und Professor für Moraltheologie
- Hubert Wolf (* 1959), Priester und Kirchenhistoriker

## Katholische Theologen- und Konviktsverbindungen an anderen Hochschulen
Auch an anderen Hochschulen entwickelten sich im Laufe der Zeit Theologen- und Konviktsverbindungen. Am Collegium Albertinum in Bonn besteht seit 1896 die VkTh Burgundia, seit 1898 die KThStV Colonia und seit 1900 die StVkTh Rhenofrankonia, die beide männliche Theologiestudenten aufnehmen. In der Schweiz wurden die AV Curiensis in Chur, sowie die AV Leonina in Freiburg im Üechtland ursprünglich als Theologenverbindung gegründet.